# Meditações sobre o Tarô
Meditações sobre o Tarô: Uma Viagem ao Hermetismo Cristão, ou Meditações sobre os 22 Arcanos Maiores do Tarô (em francês:  Méditations sur les 22 arcanes majeurs du Tarot) é um livro cristão esotérico originalmente escrito em francês com a data de 21 de maio de 1967, dada pelo autor no final do último capítulo, e publicada postumamente e anonimamente em 1980. Isto foi seguido pela tradução para o alemão (Die großen Arcana des Tarot : Meditationen, ISBN 978-3906371054). Uma tradução para o inglês foi então publicada em 1985, com Robert A. Powell baseando sua interpretação no manuscrito original do autor em francês, enquanto a edição francesa publicada (ISBN 978-2700703696) nem sempre segue o manuscrito original francês.
O autor é conhecido, mas pediu para permanecer anônimo. Está incluído na bibliografia dos livros atribuídos a Valentin Tomberg.
O Posfácio afirma que "O autor queria permanecer anônimo para permitir que o trabalho falasse por si mesmo, para evitar a interposição de qualquer tipo de elemento pessoal entre o trabalho e o leitor - razões que respeitamos".
O autor é claramente um católico romano, embora as ideias expressas não sejam comumente associadas ao dogma católico. O corpo do trabalho é dividido em 22 capítulos, chamados "Cartas", com um prefácio do autor e um posfácio de Hans Urs von Balthasar, um teólogo suíço nomeado cardeal. Cada capítulo é centrado em uma carta dos Arcanos Maiores do Tarô de Marselha.
Cada carta é tomada como um "arcano", que o autor define em parte na Carta I: O Mago como "... aquilo que é necessário" conhecer "para ser frutífero em um determinado domínio da vida espiritual. .. um 'fermento' ou uma 'enzima' cuja presença estimula a vida espiritual e psíquica do homem." Ele escreve que "não são nem alegorias nem segredos ... [mas] símbolos autênticos ... [que] escondem e revelam seu sentido ao mesmo tempo de acordo com a profundidade da meditação". O simbolismo das cartas é tomado como um trampolim para discutir e descrever vários aspectos da vida e do crescimento espiritual cristão.
Fontes citadas no trabalho são muitas; a mais comum é a Bíblia, seguida por uma série de santos, teólogos, místicos, filósofos, ocultistas e outros escritores, notavelmente incluindo Henri Bergson, Buda, Goethe, Jung, Kant, Eliphas Lévi, Nietzsche, Fabre d'Olivet, Orígenes, Papus, Joséfel Péladan, Filipe de Lião, Platão, Santo Alberto Magno, Santo Antônio Magno, Santo Agostinho, São Boaventura, São Dionísio Areopagita, São Francisco de Assis, São João da Cruz Santa Teresa de Ávila, São Tomás de Aquino, Luís Claude de Saint-Martin, Santo-Yves d'Alveydre, Dr. Rudolf Steiner, pe. Pierre Teilhard de Chardin, Laozi, Hermes Trismegisto e Oswald Wirth (principais verbetes em ordem alfabética do índice).